# Blaine (Kentucky)
Blaine è un comune degli Stati Uniti d'America, situato nello Stato del Kentucky, nella contea di Lawrence.